# Estadio 25 de Noviembre
Estadio 25 de Noviembre – stadion wielofunkcyjny znajdujący się w Moquegua w Peru. Swoje mecze rozgrywa na nim zespół Cobresol FBC. Obiekt został wybudowany w 2009 roku i może pomieścić 21 000 widzów.